# Catraca

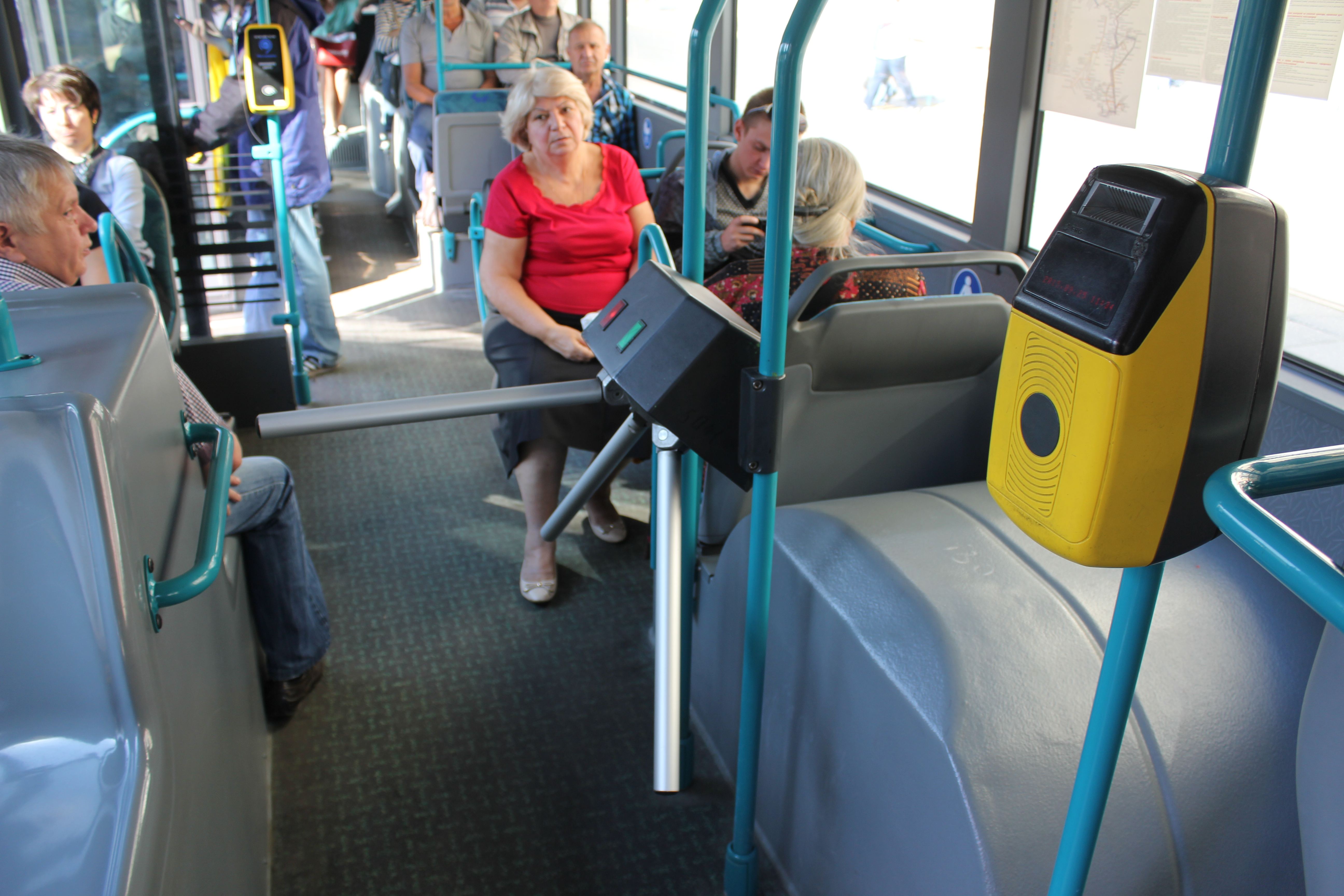
Catraca em autocarro de Moscovo, Rússia.

Uma catraca, roleta (português brasileiro) ou torniquete (português europeu) é um espécie de "portão" que permite a passagem de apenas uma pessoa por vez permitindo o controle de acesso a ambientes restritos. Catracas são normalmente utilizadas para controlar a entrada e a saída de pessoas em edifícios, empresas ou eventos. Um uso bastante conhecido de catracas é o controle de acesso a um estádio de futebol. Catracas também são largamente utilizadas para controlar o fluxo de pessoas no sistema de transporte público.
O nome "catraca" se originou do dispositivo mecânico controlador do giro do equipamento.
As catracas puramente mecânicas são cada vez menos usadas e estão sendo substituídas por catracas eletrônicas. As catracas eletrônicas incorporaram diversos recursos tais como leitores de cartões, leitores biométricos para identificação dos usuários e principalmente uma área de memória a fim de armazenar essas informações de entrada e saída.
Com o recurso de identificação as catracas eletrônicas podem também selecionar os usuários que podem acessar determinado ambiente, bem como o horário em que estes acessos são permitidos.
As catracas eletrônicas também são constantemente utilizadas com a função de relógio de ponto, devido a sua capacidade de identificar o usuário, bem como de registrar precisamente o horário de entrada ou saída de um ambiente.

## Catracas para uso industrial

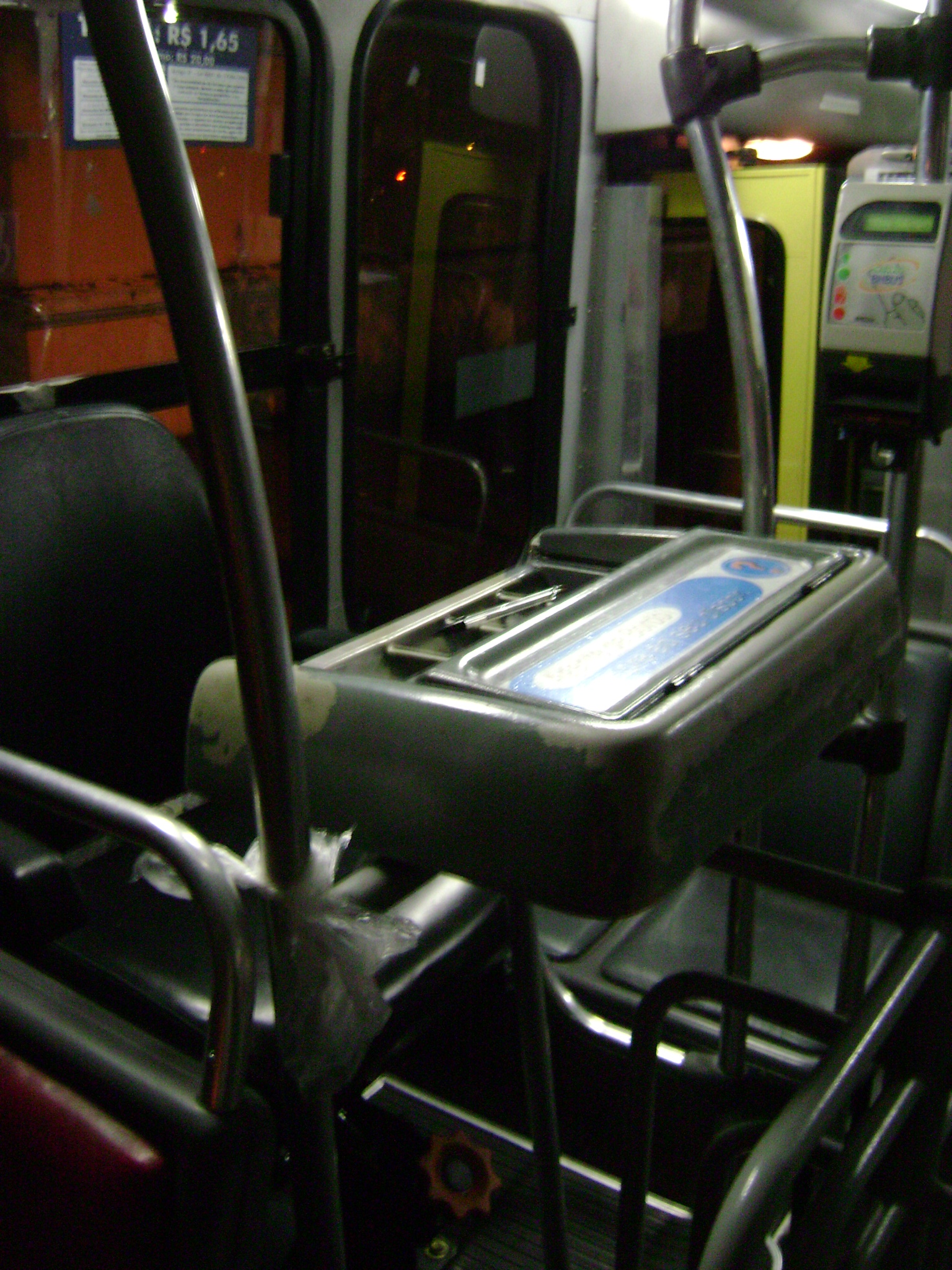
Roleta à frente da cadeira do trocador, em um autocarro brasileiro.

São rolamento dentado ou liso para acionar um dispositivo que torna possível o funcionamento de equipamentos rolantes. A catraca permite convertermos um movimento linear em movimento rotativo.